# Кислюк Віталій Степанович
Віталій Степанович Кислюк (1940—2014) — український астроном, спеціаліст з небесної механіки, зоряних фотосфер, досліджень Місяця, астрометрії, фотометрії. Лауреат Державної премії України (1983) і Премії НАНУ імені М. П. Барабашова (1997).

## Біографія
Народився 20 січня 1940 року в селі Невірків у Рівненській області. 1962 року закінчив геодезичний факультет Львівського політехнічного інституту за спеціальністю «астрономо-геодезія».
З 1962 року працював у Головній астрономічній обсерваторії НАНУ. В 1965—1968 роках навчався в аспірантурі Головної астрономічної обсерваторії. 1970 року в Інституті математики АН Української РСР захистив кандидатську дисертацію за темою «Вивчення селенодезичних опорних мереж та досвід побудови незалежної системи». В 1973—1978 роках був вченим секретарем. В 1978—1984 — заступник директора з наукових питань. В 1984—2002 завідував відділом астрометрії. В 1986 році у Головній астрономічній обсерваторії захистив докторську дисертацію «Узагальнена система астрономо-селенодезичних сталих». З 2002 працював а Головній астрономічній обсерваторії головним науковим співробітником.
Водночас 1987—1994 роках викладав у Київському університеті. Від 2005 року — професор кафедри аерокосмічної геодезії Національного авіаційного університету в Києві.
Був відповідальним редактором щорічника «Короткий астрономічний календар» (1977—1995) і відповідальним секретарем журналу «Космічна наука і технологія» (від 1995).
Помер в Києві 3 травня 2014 року.

## Наукові результати
Віталій Кислюк займався дослідженнями в галузях селенодезії, динаміки Місяця та Марса, фотографічної астрометрії. Був співавтором перших радянських каталогів положень точок поверхні місяця. Керував міжнародною спостережною програмою «Фотографічний огляд неба» (1986—1999), за результатами якої був укладений астрометричний каталог 2 мільйони зір.

## Відзнаки
- Державна премія України в галузі науки і техніки за цикл робіт «Розробка теорії та практична побудова координатних систем для геодинамічних, селенодезичних і космічних досліджень» (1983, спільно з 6 співавторами)[2]
- Премія НАН України імені М. П. Барабашова за цикл робіт «Геометричні та оптичні властивості поверхні Місяця», у співавторстві з Олександром Осиповим і Юрієм Шкуратовим (1997)